# ممنون مقصودی
ممنون مقصودی (پشتو: ممنون مقصودی؛ زادهٔ ۱۹۶۶) هنرپیشه اهل افغانستان است. وی در قلم کندی روی نقش بازی کرده است .